# Ponthieva lilacina
Ponthieva lilacina är en orkidéart som beskrevs av Charles Schweinfurth. Ponthieva lilacina ingår i släktet Ponthieva och familjen orkidéer.
Artens utbredningsområde är Peru. Inga underarter finns listade i Catalogue of Life.